# Євразійська відповідність

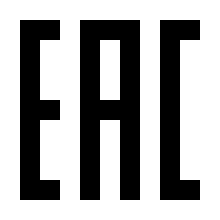
Знак Євразійської відповідності

Євразійська відповідність (англ. Eurasian Conformity, EAC) — спеціальний знак, який наноситься на виріб, чи упаковку. Він означає, що даний продукт відповідає всім встановленим вимогам, які розповсюджуються на території країн-членів Митного союзу ЄАЕС на дані товари.
До 2014 року на території країн Митного союзу ЄАЕС використовувалися позначки ЄврАзЕС, які було замінено знаком EAC.